# Wijken en buurten in Westvoorne
De Nederlandse gemeente Westvoorne is voor statistische doeleinden onderverdeeld in wijken en buurten. De gemeente is verdeeld in de volgende statistische wijken:
- Wijk 00 Rockanje (CBS-wijkcode:061400)
- Wijk 01 Oostvoorne (CBS-wijkcode:061401)

Een statistische wijk kan bestaan uit meerdere buurten. Onderstaande tabel geeft de buurtindeling met kentallen volgens het Centraal Bureau voor de Statistiek (2008):
| CBS-buurtcode | Buurtnaam                       | Inwonertal | Opp. totaal (ha) | Opp. land (ha) | Ligging                |
| ------------- | ------------------------------- | ---------- | ---------------- | -------------- | ---------------------- |
| BU06140000    | Rockanje                        | 1180       | 93               | 93             | Locatie in de gemeente |
| BU06140001    | Helhoek                         | 50         | 35               | 35             | Locatie in de gemeente |
| BU06140002    | Strijpe                         | 210        | 81               | 81             | Locatie in de gemeente |
| BU06140003    | Stuifakker                      | 580        | 250              | 250            | Locatie in de gemeente |
| BU06140004    | Zuidhoek                        | 2260       | 38               | 38             | Locatie in de gemeente |
| BU06140005    | Nieuw gebied                    | 1280       | 35               | 35             | Locatie in de gemeente |
| BU06140009    | Verspreide huizen               | 900        | 2469             | 2436           | Locatie in de gemeente |
| BU06140100    | Oostvoorne                      | 3420       | 403              | 403            | Locatie in de gemeente |
| BU06140101    | De Waranda                      | 260        | 28               | 28             | Locatie in de gemeente |
| BU06140102    | Kruiningergors                  | 160        | 116              | 116            | Locatie in de gemeente |
| BU06140103    | Tinte                           | 260        | 143              | 140            | Locatie in de gemeente |
| BU06140104    | Goudhoek                        | 810        | 14               | 14             | Locatie in de gemeente |
| BU06140105    | Vogelenzang                     | 810        | 33               | 33             | Locatie in de gemeente |
| BU06140106    | Duinoord                        | 190        | 6                | 6              | Locatie in de gemeente |
| BU06140108    | Verspreide huizen in het Westen | 60         | 865              | 543            | Locatie in de gemeente |
| BU06140109    | Verspreide huizen in het Oosten | 1640       | 1231             | 1079           | Locatie in de gemeente |